# Distretto di Moramanga
Il distretto di Moramanga è una suddivisione amministrativa di 3º livello (fivondronana) del Madagascar, facente parte della regione di Alaotra Mangoro.
Il capoluogo del distretto è Moramanga. Del distretto fanno parte inoltre i seguenti comuni: Ambatovola, Amboasary, Ambohidronono, Ampasipotsy Gare, Ampasipotsy Mandialaza, Andaingo, Andasibe, Anosibe Ifody, Antanandava, Antaniditra, Beforona, Belavabary, Beparasy, Fierenana, Lakato, Mandialaza, Moramanga Suburbaine, Morarano Gare, Sabotsy Anjiro, Vodiriana.